# Kazuo Onoda
Kazuo Onoda né le 28 novembre 1900 et mort le 21 février 1983 est un nageur japonais.

## Biographie
Qualifié pour les Jeux olympiques d'été de 1920 à Anvers, il ne peut y participer.
En 1920, il remporte trois titres nationaux en 1920, quatre l'année suivante et encore un en 1923. Il remporte aussi des titres aux championnats asiatiques en 1923. 
Aux Jeux olympiques d'été de 1924 à Paris, il est capitaine de l'équipe de natation. Il est engagé en nage libre sur le 100 mètres, le 1 500 mètres et dans le relais 4 × 200 mètres. Sur le 100 mètres, il réalise en séries 1 min 5 s 40 et n'est pas qualifié pour les demi-finales. Sur le 1 500 mètres, il ne peut tenir la distance et déclare forfait aux 500 mètres,. Le relais japonais 4 × 200 mètres nage libre termine deuxième de sa série en 10 min 24 s 20 et se qualifie pour les demi-finales. Il entre en finale au titre de meilleur troisième avec un temps de 10 min 12 s 40. Là, il termine au pied du podium en 10 min 15 s 20 à 9 secondes du relais suédois, arrivé troisième.